# آزمون یوس

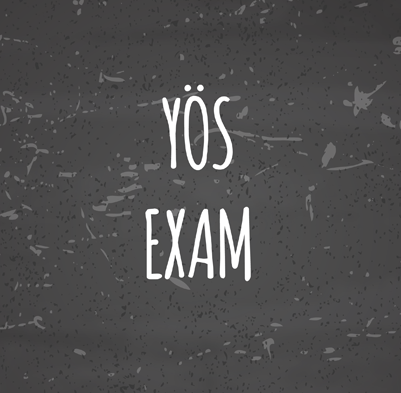

آزمون یوس یک آزمون ورودی است که برای دانشجویان خارجی که مایل به تحصیل در موسسات آموزش عالی و دانشگاه‌ها در ترکیه هستند طراحی شده‌است. این آزمون توسط مرکز انتخاب و استقرار دانشجو (OSYM) تنظیم و اداره می‌شد و به صورت سراسری انجام می‌شد، از سال ۲۰۱۰ دانشگاه‌های ترکیه به‌طور مستقل اقدام به برگزاری آزمون کردند. این آزمون فقط برای دانشجویانی که مایل به ثبت نام در دوره‌های کارشناسی هستند اعمال می‌شود. دانشجویانی که در برنامه‌های کارشناسی ثبت نام کرده‌اند و به دنبال انتقال هستند و کسانی که می‌خواهند برنامه‌های تحصیلات تکمیلی را دنبال کنند، باید مستقیماً به موسسات مورد نظر خود مراجعه کنند.

## مراحل آزمون یوس

### مرحله اول
1. ریاضیات و مسائل
2. هوش
3. هندسه

### مرحله دوم
مرحله دوم آزمون زبان ترکی است.